# Delfim José Fernandes Rola Teixeira
Delfim José Fernandes Rola Teixeira (Amarante, 5 de Fevereiro de 1977) é um futebolista português, que joga habitualmente como médio.
Em Junho de 2008 assinou pelo Clube Desportivo Trofense. Sofreu uma lesão nas costas ainda muito jovem(25 anos) o que o impossibilitou de progredir na carreira no Marselha. Terminou a carreira no Trofense